# ミシェル・シャミヤール
ミシェル・シャミヤール（仏: Michel ChamillartまたはChamillard, 1652年 - 1721年4月14日）は、フランスの政治家。ルイ14世の下で国務卿（大臣）を務めた。

## 生涯
パリの貴族の家に生まれる。1676年にパリ高等法院評議員、請願審議官（メートル・デ・ルケット、en）、ルーアンの地方総監（アンタンダン、en）などを歴任する。この間マントノン夫人の知遇を得る。1690年に財務官を経て、1699年9月5日、財政総監（大蔵大臣、財務大臣に相当）に就任。1701年に陸軍卿（陸軍大臣）も兼任した。
財政総監としては、ルイ14世の治世末期の5300万リーヴルに上る財政赤字を解決することが求められたが、シャミヤールには能力も意思も欠けており、王の主導による戦争、軍事行動の抑制も経済改革も着手することはできなかった。紙幣の一種であるbillets de monnaieの流通を企画したが、増大する国債を如何ともしがたかった。ヴォーバン元帥の十分の一税に関する計画や、経済学者のピエール・ボワギュベール（en）が建議したタイユ（人頭税）の研究に着手するも、結局採用を見送った。
1706年10月、シャミヤールはルイ14世に対してこの年に支払う国債が2億8800万リーヴル、1707年に予想される財政赤字が1億6000万リーヴルに達することを報告している。シャミヤールにとってこのような財政危機は、耐え難い重荷以外の何者でもなく1706年にはすでに辞意を漏らしていた。1700年に商務評議会を設立し、国内産業の活性化による危機の打開を図ったが、フランス国内の世論は、財政危機を収拾できなかったシャミヤールをルイ14世晩年の国家荒廃の当事者と見做していた。
陸軍卿も兼務した関係で、スペイン継承戦争におけるフランス軍の軍政に関しても責任を負った。陸相としては1704年のブレンハイムの戦い、1706年のラミイの戦い、1708年のアウデナールデの戦いによる3度の敗北の度に軍を編成しなおした。シャミヤールはルイ14世に対して和平交渉を進言するが、シャミヤールの婿のルイ・ド・オービッソン・デ・ラ・フィヤード（en）公爵の率いる北イタリアへ派遣されたフランス軍はトリノ包囲に失敗しプリンツ・オイゲンに敗北したため（トリノの戦い）、シャミヤールを取り巻く環境は悪化した。さらにマントノン夫人の支持も失い、1709年6月10日に陸軍卿を辞任、以後は所領で隠棲した。 
ヴォルテールは、著書『ルイ14世の世紀』でシャミヤールの人柄を穏健で柔和と評し、財政総監と陸相の激職を兼務することが困難であったため、投げ出す羽目になったと記述している。